# Dumortierit
Dumortieritul este un silicat fibros cu culori variabile de aluminiu și bor. Tipurile de silicați care conțin bor se numesc borsilicați. Formula sa chimică este Al7BO3(SiO4)3O3. El este adesea confundat cu sodalitul sau cu lapis-lazuli.

## Caracteristici

### Cristalele
Dumortieritul cristalizează în sistemul de cristalizare ortorombic, un sistem tipic ce formează agregate fibroase și prisme subțiri. Cristalele au luciu sticlos și variază în culori de la negru, albastru sau verde, până la culori mai sporadic întâlnite, ca violet și roz.
Cristalele arată un pleocroism de la roșu la albastru-violet. Varietatea de cuarț numită cuarț dumortierit este cuarțul cu incluziuni din mineralul respectiv.

### Alte caracteristici
Dumortieritul are o duritate pe scara de duritate Mohs de 7 și o greutate specifică de 3,3 până la 3,4. Nu prezintă luminescență.

## Istoric
Dumortieritul a fost descris pentru prima dată în 1881, în Chaponost, în  Rhône-Alps din Franța și denumit după paleontologul francez Eugène Dumortier(1803-1873). Cea mai scumpă cercetare a dumortieritului a fost făcută în Australia, de către Fuchs et al. (2005).

## Origini
Mineralul se formează, ca majoritatea silicaților, la temperaturi foarte mari, apărând în roci metamorfice, care rezultă în urma metamorfismului de contact (vezi Consolidare magmatică) sau în pegmatite.

### Răspândire
Dumortieritul se formează mai ales în roci metamorfice cu conținut de aluminiu, printre care gneissele și șisturile, precum și unele pegmatite.
Dumortieritul se găsește în Australia, Brazilia, Canada, Franța, India, Italia, Madagascar, Norvegia, Polonia, Rusia, Sri Lanka și Surinam. În SUA, se întâlnește în Arizona, California (sursă de material ceramic), Colorado și Nevada.

## Utilizare
Dumortieritul este o sursă importantă de materie pentru fabricarea porțelanurilor. O altă utilizare este folosirea pentru căptușirea furnalelor; rezistența la temperaturi înalte a dumoritieritului este un fapt pentru care a fost ales ca rezistent termic.